# Rapière (1901)
Rapière – francuski niszczyciel z początku XX wieku, typu Pertuisane (nazywanego także typem Rochefortais). Nazwa oznacza rapier.
Okręt wziął udział w I wojnie światowej, początkowo służył w 3. Flotylli Niszczycieli w północnej Francji, następnie przeniesiony na Morze Śródziemne, do Dywizjonu Okrętów Patrolowych pod Bizertą. Został skreślony z listy floty 27 października 1921.